# 1416
Il 1416 (MCDXVI in numeri romani) è un anno bisestile del XV secolo.

## Eventi
- Amedeo VIII di Savoia riceve dall'imperatore Sigismondo il titolo di duca.
- Donatello scolpisce la statua di San Giorgio per la chiesa di Orsanmichele.
- Poggio Bracciolini ritrova il Codice Quintiliano.
- Girolamo da Praga, esattamente come il suo maestro Jan Hus, viene processato per eresia, scomunicato e condannato a morte sul rogo, presso Costanza.
- Murdoch Stewart, nobile scozzese, viene liberato dalla sua prigionia in Inghilterra dopo dodici anni.
- 15 agosto - Viene stipulato il Trattato di Canterbury tra Sigismondo di Lussemburgo, Imperatore del Sacro Romano Impero, e il Re Enrico V d'Inghilterra. Con il trattato si andava a costituire un'alleanza difensiva e offensiva contro il regno di Francia sullo sfondo della guerra dei cent'anni che vedeva impegnati inglesi e francesi.

## Nati
- 23 febbraio - Margherita di Kleve, principessa († 1444)
- 27 marzo - Francesco da Paola, religioso italiano († 1507)
- 27 marzo - Antonio Squarcialupi, organista italiano († 1480)
- 28 marzo - Rao Jodha, sovrano († 1489)
- 14 giugno - Piero il Gottoso, politico italiano († 1469)
- 15 luglio - Domenico Dominici, vescovo cattolico e teologo italiano († 1478)
- 26 ottobre - Edmund Grey, I conte di Kent, nobile e politico inglese († 1490)
- Francesco Accolti, giurista, letterato e umanista italiano († 1488)
- Gentile Brancaleoni, duchessa († 1457)
- Gijsbrecht van Brederode, vescovo cattolico tedesco († 1475)
- Benedetto Cotrugli, diplomatico e economista dalmata († 1469)
- Qvarqvare II Jaqeli, principe georgiano († 1498)
- Annalena Malatesta, nobildonna e religiosa italiana († 1491)
- Margherita d'Austria, nobile austriaca († 1486)
- Antoniotto Usodimare, nobile, navigatore e esploratore italiano († 1461)
- Jacopo Vagnucci, vescovo cattolico italiano († 1487)

## Morti
- 21 gennaio - Jacopo Avanzi, pittore italiano
- 1º febbraio - Dino Rapondi, mercante e politico italiano (n. 1350)
- 2 febbraio - Racek Kobyla di Dvorce, nobile ceco
- 23 febbraio - Gigliola da Carrara, nobile italiana (n. 1379)
- 17 marzo - Alice FitzAlan, nobile inglese
- 29 marzo - Eutimio II di Costantinopoli, arcivescovo ortodosso bizantino
- 2 aprile - Ferdinando I d'Aragona, re (n. 1380)
- 21 maggio - Anna di Cilli, nobildonna (n. 1381)
- 30 maggio - Girolamo da Praga, teologo ceco
- 15 giugno - Giovanni di Valois, duca francese (n. 1340)
- 5 agosto - Paolo Orsini, nobile e condottiero italiano (n. 1369)
- 20 settembre - Andrea Malatesta, condottiero italiano (n. 1373)
- 28 novembre - Costanza di York, nobile inglese (n. 1374)
- 3 dicembre - Enrico di Brunswick-Lüneburg, nobile
- 26 dicembre - Eleonora d'Aragona, sovrana spagnola (n. 1333)
- Bandello Bandelli, cardinale italiano
- Margherita di Borbone-Clermont, nobile francese (n. 1344)
- Antonio David, vescovo cattolico italiano
- Federico Frezzi, poeta e vescovo cattolico italiano
- Giuliana di Norwich, mistica inglese (n. 1342)
- Hrvoje Vukčić Hrvatinić, nobile bosniaco
- Fratelli Limbourg, miniatore olandese
- Biagio Pelacani, matematico e filosofo italiano
- Sancio Ruiz de Lihori, nobile e militare spagnolo
- Samsenthai, sovrano laotiano (n. 1357)
- Tommaso III di Saluzzo, marchese italiano (n. 1356)
- Giovanni Vignati, nobile italiano
- Wang Fu, pittore e calligrafo cinese (n. 1362)
- Pietro d'Ancarano, giurista italiano (n. 1333)
- Čokre Khan, condottiero mongolo

## Calendario
| Calendario 1416 | Calendario 1416 | Calendario 1416 | Calendario 1416 | Calendario 1416 | Calendario 1416 | Calendario 1416 | Calendario 1416 | Calendario 1416 | Calendario 1416 | Calendario 1416 | Calendario 1416 | Calendario 1416 | Calendario 1416 | Calendario 1416 | Calendario 1416 | Calendario 1416 | Calendario 1416 | Calendario 1416 | Calendario 1416 | Calendario 1416 | Calendario 1416 | Calendario 1416 | Calendario 1416 | Calendario 1416 | Calendario 1416 | Calendario 1416 | Calendario 1416 | Calendario 1416 | Calendario 1416 | Calendario 1416 | Calendario 1416 | Calendario 1416 |
| --------------- | --------------- | --------------- | --------------- | --------------- | --------------- | --------------- | --------------- | --------------- | --------------- | --------------- | --------------- | --------------- | --------------- | --------------- | --------------- | --------------- | --------------- | --------------- | --------------- | --------------- | --------------- | --------------- | --------------- | --------------- | --------------- | --------------- | --------------- | --------------- | --------------- | --------------- | --------------- | --------------- |
|                 | 1               | 2               | 3               | 4               | 5               | 6               | 7               | 8               | 9               | 10              | 11              | 12              | 13              | 14              | 15              | 16              | 17              | 18              | 19              | 20              | 21              | 22              | 23              | 24              | 25              | 26              | 27              | 28              | 29              | 30              | 31              |                 |
| Gennaio         | Me              | Gi              | Ve              | Sa              | Do              | Lu              | Ma              | Me              | Gi              | Ve              | Sa              | Do              | Lu              | Ma              | Me              | Gi              | Ve              | Sa              | Do              | Lu              | Ma              | Me              | Gi              | Ve              | Sa              | Do              | Lu              | Ma              | Me              | Gi              | Ve              |                 |
| Febbraio        | Sa              | Do              | Lu              | Ma              | Me              | Gi              | Ve              | Sa              | Do              | Lu              | Ma              | Me              | Gi              | Ve              | Sa              | Do              | Lu              | Ma              | Me              | Gi              | Ve              | Sa              | Do              | Lu              | Ma              | Me              | Gi              | Ve              | Sa              |                 |                 |                 |
| Marzo           | Do              | Lu              | Ma              | Me              | Gi              | Ve              | Sa              | Do              | Lu              | Ma              | Me              | Gi              | Ve              | Sa              | Do              | Lu              | Ma              | Me              | Gi              | Ve              | Sa              | Do              | Lu              | Ma              | Me              | Gi              | Ve              | Sa              | Do              | Lu              | Ma              |                 |
| Aprile          | Me              | Gi              | Ve              | Sa              | Do              | Lu              | Ma              | Me              | Gi              | Ve              | Sa              | Do              | Lu              | Ma              | Me              | Gi              | Ve              | Sa              | Do              | Lu              | Ma              | Me              | Gi              | Ve              | Sa              | Do              | Lu              | Ma              | Me              | Gi              |                 |                 |
| Maggio          | Ve              | Sa              | Do              | Lu              | Ma              | Me              | Gi              | Ve              | Sa              | Do              | Lu              | Ma              | Me              | Gi              | Ve              | Sa              | Do              | Lu              | Ma              | Me              | Gi              | Ve              | Sa              | Do              | Lu              | Ma              | Me              | Gi              | Ve              | Sa              | Do              |                 |
| Giugno          | Lu              | Ma              | Me              | Gi              | Ve              | Sa              | Do              | Lu              | Ma              | Me              | Gi              | Ve              | Sa              | Do              | Lu              | Ma              | Me              | Gi              | Ve              | Sa              | Do              | Lu              | Ma              | Me              | Gi              | Ve              | Sa              | Do              | Lu              | Ma              |                 |                 |
| Luglio          | Me              | Gi              | Ve              | Sa              | Do              | Lu              | Ma              | Me              | Gi              | Ve              | Sa              | Do              | Lu              | Ma              | Me              | Gi              | Ve              | Sa              | Do              | Lu              | Ma              | Me              | Gi              | Ve              | Sa              | Do              | Lu              | Ma              | Me              | Gi              | Ve              |                 |
| Agosto          | Sa              | Do              | Lu              | Ma              | Me              | Gi              | Ve              | Sa              | Do              | Lu              | Ma              | Me              | Gi              | Ve              | Sa              | Do              | Lu              | Ma              | Me              | Gi              | Ve              | Sa              | Do              | Lu              | Ma              | Me              | Gi              | Ve              | Sa              | Do              | Lu              |                 |
| Settembre       | Ma              | Me              | Gi              | Ve              | Sa              | Do              | Lu              | Ma              | Me              | Gi              | Ve              | Sa              | Do              | Lu              | Ma              | Me              | Gi              | Ve              | Sa              | Do              | Lu              | Ma              | Me              | Gi              | Ve              | Sa              | Do              | Lu              | Ma              | Me              |                 |                 |
| Ottobre         | Gi              | Ve              | Sa              | Do              | Lu              | Ma              | Me              | Gi              | Ve              | Sa              | Do              | Lu              | Ma              | Me              | Gi              | Ve              | Sa              | Do              | Lu              | Ma              | Me              | Gi              | Ve              | Sa              | Do              | Lu              | Ma              | Me              | Gi              | Ve              | Sa              |                 |
| Novembre        | Do              | Lu              | Ma              | Me              | Gi              | Ve              | Sa              | Do              | Lu              | Ma              | Me              | Gi              | Ve              | Sa              | Do              | Lu              | Ma              | Me              | Gi              | Ve              | Sa              | Do              | Lu              | Ma              | Me              | Gi              | Ve              | Sa              | Do              | Lu              |                 |                 |
| Dicembre        | Ma              | Me              | Gi              | Ve              | Sa              | Do              | Lu              | Ma              | Me              | Gi              | Ve              | Sa              | Do              | Lu              | Ma              | Me              | Gi              | Ve              | Sa              | Do              | Lu              | Ma              | Me              | Gi              | Ve              | Sa              | Do              | Lu              | Ma              | Me              | Gi              |                 |